# 6559 Nomura
6559 Nomura eller 1991 JP är en asteroid i huvudbältet som upptäcktes den 3 maj 1991 av de båda japanska astronomerna Matsuo Sugano och Kōyō Kawanishi vid Minami-Oda-observatoriet. Den är uppkallad efter den japanske astronomen Toshiro Nomura.
Asteroiden har en diameter på ungefär 9 kilometer.